# Foszfor-pentoxid
A foszfor-pentoxid (vagy difoszfor-pentaoxid, foszfor(V)-oxid, foszforsavanhidrid) a foszfor egyik oxidja, +5-ös oxidációs számú foszfort tartalmaz. Közönséges körülmények közt fehér színű, szilárd anyag. Ha hevítik, szublimál. Kétféle kristályos módosulata van, ezek közül a rombos szerkezetű kristályokat alkotó módosulat a stabilabb. Erősen higroszkópos vegyület. Vizet szív a levegőből. A foszforsav anhidridje.

## Szerkezete
A foszfor-pentoxid gőzeiben P4O10 dimer molekulák találhatók. A gőz sűrűsége alapján is erre lehet következtetni. A dimer molekula szerkezete a difoszfor-trioxid molekuláéra emlékeztet, a két molekula szerkezete abban különbözik, hogy a foszfor-pentoxidban még egy-egy oxigénatom kapcsolódik minden foszforatomhoz. A foszforatomok koordinációs száma négy. A foszforatomok az öt vegyértékelektronjuk közül néggyel szigma-kötést létesítenek, az ötödikkel pi-kötést alkotnak a tetraéderek csúcsán található oxigénatomokkal, ennek a kötésnek a kötésrendje körülbelül 2. A foszforatomok illetve a tetraéderek csúcsain található oxigénatomok közti kötéstávolság (139 pm) sokkal rövidebb, mint a tetraéderek élein található oxigén-foszfor kötések kötéstávolsága (162 pm).

## Kémiai tulajdonságai
A foszfor-pentoxid igen higroszkópos vegyület. Vízzel először sercegés közben metafoszforsavvá egyesül, a reakció nagy hőfejlődéssel jár. A képződő metafoszforsav további vizet vehet fel és ortofoszforsavvá alakulhat.
{\displaystyle \mathrm {P_{2}O_{5}+H_{2}O\rightarrow 2\ HPO_{3}} }
{\displaystyle \mathrm {HPO_{3}+H_{2}O\rightarrow H_{3}PO_{4}} }

## Előállítása
A foszfor-pentoxid akkor képződik, ha foszfort feleslegben lévő oxigénnel reagáltatnak.
{\displaystyle \mathrm {P_{4}+5\ O_{2}\rightarrow P_{4}O_{10}} }
A kereskedelmi foszfor-pentoxid gyakran kisebb oxidációs fokú foszfor-oxidokat is tartalmaz. Ezektől úgy szabadítják meg, hogy oxigénáramban szublimáltatják.

## Felhasználása
Mivel erősen higroszkópos, szárítószerként alkalmazzák. Laboratóriumokban felhasználják gázok és folyadékok szárítására. Alkalmazzák még vízelvonáson alapuló reakcióknál, foszforsav és műtrágya előállítására.